# شهرام رحیمیان
شهرام رحیمیان زاده ۱۳۳۸ در تهران نویسنده ایرانی است. او از سال ۱۳۵۶ تاکنون در کشور آلمان شهر هامبورگ زندگی می‌کند. داستان بلند وی با عنوان دکتر نون زنش را از مصدق بیشتر دوست دارد در ایران با استقبال مواجه شد.